# ساهرا هاوسمان
ساهرا هاوسمان (مواليد 6 فبراير 1973) هي لاعبة كرة يد نرويجية لعبت لنادي Bækkelagets SK[بحاجة لمصدر] وفي المنتخب النرويجي لكرة اليد للسيدات. أصبحت بطلة العالم في بطولة العالم لكرة اليد للسيدات في عام 1999 ، وفازت بالميدالية الفضية في بطولة العالم لكرة اليد للسيدات في عام 1997، وأصبحت بطلة أوروبا في عام 1998. وتنافست في دورة الألعاب الأولمبية الصيفية لعام 1996 في أتلانتا، حيث احتلت النرويج المركز الرابع. ظهرت هاوسمان لأول مرة في المنتخب الوطني عام 1993. وسجلت أكثر من 150 هدفا للمنتخب خلال مسيرتها.